# Pseudaethomerus lacordairei
Pseudaethomerus lacordairei là một loài bọ cánh cứng trong họ Cerambycidae.